# В-45
В-45 или А-23 — 12ЧН15/18 (четырехтактный, V-образный, 12-цилиндровый многотопливный дизельный двигатель жидкостного охлаждения с наддувом). Тип смесеобразования: непосредственный впрыск. Многотопливный дизель с приводным центробежным нагнетателем, спроектированного на базе 580-сильного двигателя В-36. Предназначен для установки в средний танк «Объект 436» (модификация танка Т-64), разработанный танковым КБ завода им. Малышева и предприятием п/я А-3501 (КБ омского завода «Трансмаш»). Разработка двигателя определена постановлением ЦК КПСС и СМ СССР №645-205 от 15.08.1966 г. и №802-266сс от 15.08.1967 г. и приказами МОП СССР №594с от 12.09.1967 г. и №623сс от 23.09.1967 г.
В 1967 году В-45 прошел заводские 500-часовые и межведомственные стендовые испытания на разных видах топлива. Танки «Объект 436» с новым ДВС в 1967 году прошли ходовые испытания с пробегом 5000 км и наработкой двигателя 300 часов.
Модификации:
- В-45 (мощность 710 л.с.) для танков «Объект 436» и «Объект 438», а также, предположительно, танка «Объект 445»
- В-45К (мощность 730 л.с.) для танка «Объект 172»[2].

## Техническая характеристика двигателя В-45
| Характеристика                                             | Значение                                 |
| ---------------------------------------------------------- | ---------------------------------------- |
| Число цилиндров                                            | 12                                       |
| Расположение цилиндров                                     | V60°                                     |
| Диаметр цилиндра, мм                                       | 150                                      |
| Ход поршня для левого ряда цилиндров с главным шатуном, мм | 180                                      |
| Ход поршня для правого ряда с прицепным шатуном, мм        | 186,7                                    |
| Рабочий объем всех цилиндров, л                            | 38,88                                    |
| Степень сжатия                                             | 14,5..15,5                               |
| Максимальная мощность, л.с.                                | 710                                      |
| Число оборотов при данной мощности, в мин.                 | 2000                                     |
| Литровая мощность, л.с./л                                  | 18,2                                     |
| Скорость поршня, м/с для левого и правого ряда цилиндров   | 12/ 12,44                                |
| Эффективное давление, кгс/кв.см                            | 8,2                                      |
| Диапазон рабочих оборотов, в мин.                          | 1200-2000                                |
| Максимальный крутящий момент, кгс*м                        | 300(+10, -13)                            |
| Число оборотов при Мкр макс, в мин.                        | 1200-1400                                |
| Максимальные устойчивые обороты на ХХ, в мин.              | 600                                      |
| Удельный расход топлива, г/э.л.с.ч                         | 180 +5%                                  |
| Удельный расход масла, г/э.л.с.ч                           | ≤8                                       |
| Температура воды и масла, макс. допустимая,°С              | 125                                      |
| Теплоотдача в условиях объекта, ккал/час - в воду          | 210000                                   |
| - в масло                                                  | 50000                                    |
| Расход воздуха в условиях стенда при Nмакс, кг/сек         | 1,35                                     |
| Абсолютное давление наддува при n=2000 об./мин., кгс/кв.см | 1,77                                     |
| Система запуска - основная                                 | электростартер                           |
| Система запуска - дублирующая                              | воздушная                                |
| Нагнетатель приводной центробежный                         | Н-10                                     |
| Топливный насос                                            | НК-12                                    |
| Вес сухого двигателя, кг                                   | 950                                      |
| Гарантийный срок работы двигателя, ч                       | 350                                      |
| Габаритные размеры двигателя по крайним точкам, мм         | длина - 1480, ширина - 813, высота - 902 |
| Максимальная высота от оси коленвала вверх, мм             | 639,5                                    |
| Объемная мощность, л.с./м³                                 | 656                                      |
| Удельный вес, кг/л.с.                                      | 1,34                                     |